# Zimowe Światowe Wojskowe Igrzyska Sportowe 2017

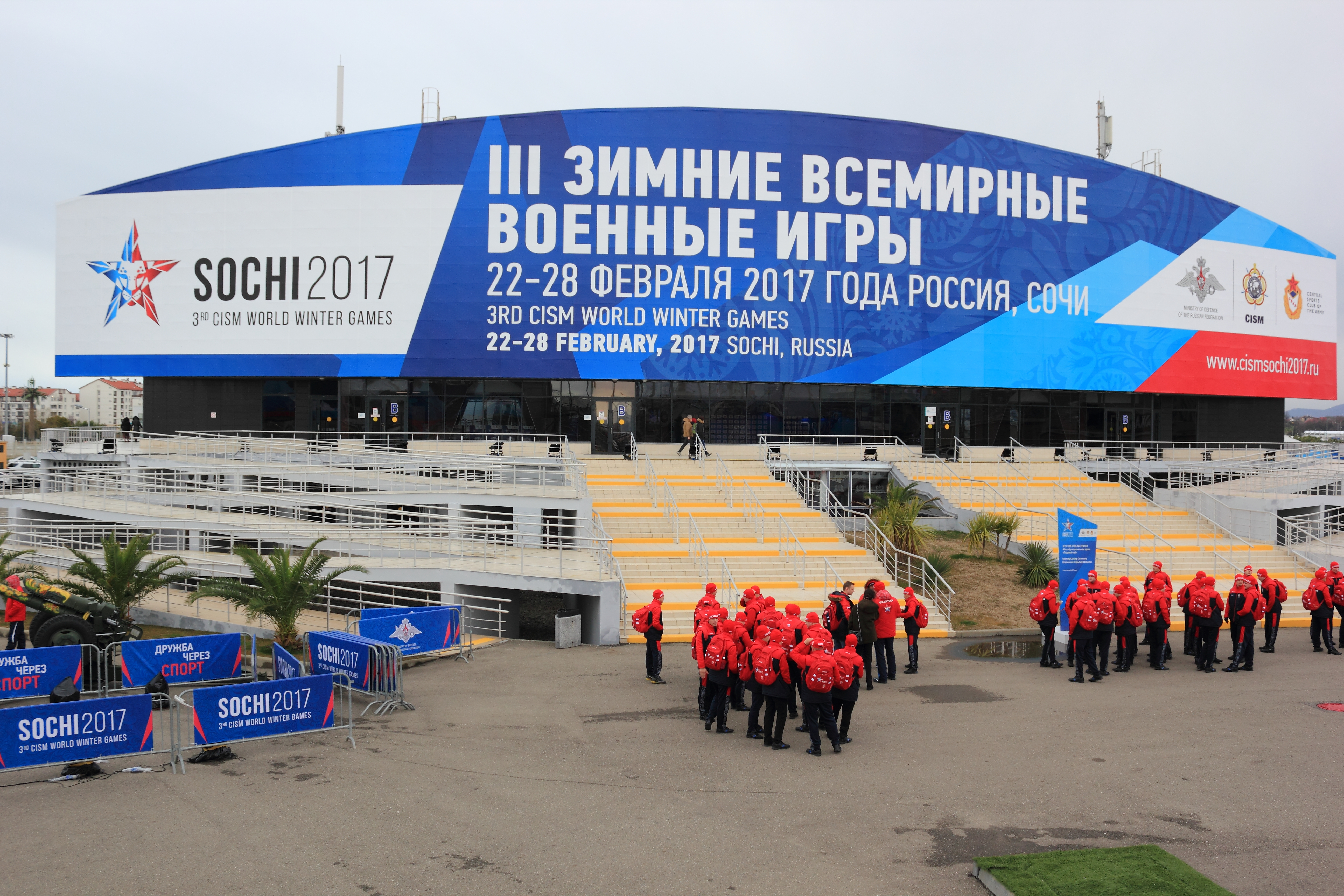
Soczi. Centrum curlingowe Ledianoj kub.

3. Zimowe Światowe Wojskowe Igrzyska Sportowe – międzynarodowe, multidyscyplinarne zawody dla sportowców-żołnierzy, które odbyły się w Soczi w okresie od 23 do 27 lutego 2017 roku.
W zawodach, które uroczyście rozpoczął premier Federacji Rosyjskiej Dmitrij Miedwiediew, wzięło udział ok. 1000 zawodników z ponad 25 krajów świata skupionych w CISM. Najwięcej medali zdobyli reprezentanci Rosji łącznie 42 (w tym 22 złote, 9 srebrne oraz 11 brązowe).

## Wybór gospodarza, obiekty sportowe
Soczi zostało wybrane jako miasto gospodarza 3. Zimowych Igrzysk Wojskowych na 70. walnym zgromadzeniu Międzynarodowej Rady Sportów Wojskowych, które odbyło się w Kuwejcie w 2015. Igrzyska wojskowe odbyły się w kompleksach sportowych zbudowanych na Zimowe Igrzyska Olimpijskie 2014. Obiekty sportowe składały się z dwóch kompleksów: Parku Olimpijskiego i Krasnej Polany.

## Harmonogram zawodów
W poniższym kalendarzu Zimowych Światowych Wojskowych Igrzysk Sportowych 2017 zaprezentowano dni, w których rozdane zostały medale w danej zimowej dyscyplinie sportowej (niebieski kolor), rozegrane zostały eliminacje (jasnoniebieski kolor), dokonano ceremonii otwarcia i zamknięcia zimowych igrzysk wojskowych (kolor zielony). Patrol wojskowy w Soczi został potraktowany jako jedna z konkurencji biathlonu.
Legenda
|  | Ceremonia | E | Eliminacje |  | Finały (rozegrane w danym dniu) |

| Harmonogram zimowych igrzysk wojskowych – Soczi 2017 | Harmonogram zimowych igrzysk wojskowych – Soczi 2017 | Harmonogram zimowych igrzysk wojskowych – Soczi 2017 | Harmonogram zimowych igrzysk wojskowych – Soczi 2017 | Harmonogram zimowych igrzysk wojskowych – Soczi 2017 | Harmonogram zimowych igrzysk wojskowych – Soczi 2017 | Harmonogram zimowych igrzysk wojskowych – Soczi 2017 |
| Luty 2017                                            | Luty 2017                                            | 24 lutego                                            | 25 lutego                                            | 26 lutego                                            | 27 lutego                                            | Medale                                               |
| ---------------------------------------------------- | ---------------------------------------------------- | ---------------------------------------------------- | ---------------------------------------------------- | ---------------------------------------------------- | ---------------------------------------------------- | ---------------------------------------------------- |
| Ceremonia                                            | Ceremonia                                            | O                                                    |                                                      |                                                      | Z                                                    |                                                      |
| Biathlon                                             |                                                      | 4                                                    | 1                                                    |                                                      | 2                                                    | 7                                                    |
| Cross-country                                        |                                                      | 4                                                    |                                                      | 2                                                    |                                                      | 6                                                    |
| Narciarski bieg na orientację                        |                                                      |                                                      | 2                                                    | 2                                                    | 4                                                    | 8                                                    |
| Narciarstwo alpejskie                                |                                                      |                                                      | 2                                                    | 2                                                    |                                                      | 4                                                    |
| Short track                                          |                                                      | 2                                                    | 2                                                    | 1                                                    |                                                      | 5                                                    |
| Skialpinizm                                          |                                                      | 2                                                    |                                                      |                                                      | 4                                                    | 6                                                    |
| Wspinaczka sportowa                                  |                                                      | E                                                    | 4                                                    | 2                                                    | 2                                                    | 8                                                    |
| Medale                                               | Medale                                               | 12                                                   | 11                                                   | 9                                                    | 12                                                   | 44                                                   |

## Uczestnicy
- Armenia (1)
- Austria (22)
- Belgia (6)
- Białoruś (3)
- Bośnia i Hercegowina (5)
- Bułgaria (19)
- Chiny (43)
- Finlandia (16)
- Francja (42)
- Grecja (3)
- Hiszpania (14)
- Iran (4)
- Kazachstan (24)
- Korea Południowa (11)
- Liban (9)
- Macedonia (11)
- Mongolia (2)
- Niemcy (35)
- Pakistan (4)
- Rosja (60)
- Serbia (9)
- Słowacja
- Słowenia (14)
- Szwajcaria (21)
- Turcja (?)
- Włochy (26)

## Medaliści

### Narciarstwo alpejskie

#### Mężczyźni
| Konkurencja      | Złoto                                                     | Wynik   | Srebro                                               | Wynik   | Brąz                                                            | Wynik   |
| Konkurencja      | Drużyna/Zawodnik                                          | Wynik   | Drużyna/Zawodnik                                     | Wynik   | Drużyna/Zawodnik                                                | Wynik   |
| slalom           | Stefano Gross                                             | 1:30,82 | Manfred Mölgg                                        | 1:31.01 | Cristian Deville                                                | 1:31.42 |
| slalom drużynowo | Włochy · Manfred Mölgg · Stefano Gross · Cristian Deville | 4:33,25 | Niemcy · Hansi Schwaiger · Fabian Gratz · Carlo Dorn | 4:47,50 | Iran · Nima Baha · Behnam Kia Shemshaki · Porya Saveh Shemshaki | 5:03,93 |

#### Kobiety
| Konkurencja      | Złoto               | Wynik   | Srebro              | Wynik   | Brąz                | Wynik   |
| Konkurencja      | Drużyna/Zawodniczka | Wynik   | Drużyna/Zawodniczka | Wynik   | Drużyna/Zawodniczka | Wynik   |
| slalom           | Irene Curtoni       | 1:38,51 | Marija Szkanowa     | 1:38,93 | Laurie Mougel       | 1:38,97 |
| slalom drużynowo | Włochy              |         | Rosja               |         | Chiny               |         |

### Biathlon

#### Mężczyźni
| Konkurencja                                   | Złoto                                                                          | Wynik           | Srebro                                                                           | Wynik           | Brąz                                                                        | Wynik           |
| Konkurencja                                   | Drużyna/Zawodnik                                                               | Wynik           | Drużyna/Zawodnik                                                                 | Wynik           | Drużyna/Zawodnik                                                            | Wynik           |
| biathlon – sprint 10 km szczegóły             | Maksim Cwietkow                                                                | 27:01,3 (0+1)   | Władimir Iliew                                                                   | 27:15,2 (0+3)   | Krasimir Anew                                                               | 27:16.2 (0+1)   |
| biathlon – sprint 10 km (drużynowy) szczegóły | Rosja · Maksim Cwietkow · Matwiej Jelisiejew · Siergiej Klaczin                | 1:24:10,2       | Austria · David Komatz · Peter Brunner · Kevin Plessniter                        | 1:24:55,4       | Włochy · Thierry Chenal · Riccardo Romani · Maikol Demetz                   | 1:27:30,4       |
| 20 km wyścig patrolowy szczegóły              | Rosja · Alexej Kornev · Matwiej Jelisiejew · Siergiej Klaczin · Eduard Łatypow | 52:13,1 (0+0+0) | Francja · Clement Arnaud · Baptiste Jouty · Antonin Guigonnat · Damien Tarantola | 52:34,4 (1+1+1) | Austria · Klaus Leitinger · David Komatz · Peter Brunner · Kevin Plessniter | 52:39,8 (1+1+0) |

#### Kobiety
| Konkurencja                                    | Złoto                                                                                | Wynik           | Srebro                                                                             | Wynik           | Brąz                                                                | Wynik           |
| Konkurencja                                    | Drużyna/Zawodniczka                                                                  | Wynik           | Drużyna/Zawodniczka                                                                | Wynik           | Drużyna/Zawodniczka                                                 | Wynik           |
| biathlon – sprint 7,5 km szczegóły             | Teja Gregorin                                                                        | 22:19,5 (0+0)   | Tatjana Akimowa                                                                    | 23:03,3 (0+0)   | Uljana Kajszewa                                                     | 23:34,8 (1+0)   |
| biathlon – sprint 7,5 km (drużynowy) szczegóły | Rosja · Tatjana Akimowa · Uljana Kajszewa · Galina Nechkasova                        | 1:10:38,2       | Francja · Enora Latuillière · Coline Varcin · Estelle Mougel                       | 1:14:25,1       | Chiny · Yuanmeng Chu · Zhaohan Zhang · Xuelan Wang                  | 1:18:49.3       |
| 15 km wyścig patrolowy szczegóły               | Francja · Coline Varcin · Estelle Mougel · Enora Latuillière · Coraline Thomas Hugue | 52:34,4 (1+1+1) | Rosja · Galina Nechkasova · Anastasija Zagorujko · Uljana Kajszewa · Lidia Durkina | 47:14,3 (2+1+0) | Chiny · Xue Lan Wang · Yuan Meng Chu · Zhao Han Zhang · Shuang Chen | 51:51,5 (1+2+3) |

#### Sztafeta mieszana
| Konkurencja                 | Złoto                                                                       | Wynik                                                     | Srebro                                                                           | Wynik                                                     | Brąz                                                                               | Wynik                                                     |
| Konkurencja                 | Zawodniczka/Zawodnik                                                        | Wynik                                                     | Zawodniczka/Zawodnik                                                             | Wynik                                                     | Zawodniczka/Zawodnik                                                               | Wynik                                                     |
| sztafeta mieszana szczegóły | Austria · Dunja Zdouc · Katharina Innerhofer · Peter Brunner · David Komatz | 1:19:51,7 (0+0) (0+1) (0+1) (0+1) (0+0) (2+3) (0+0) (0+2) | Francja · Coline Varcin · Enora Latuillière · Baptiste Jouty · Antonin Guigonnat | 1:19:51,7 (0+0) (0+1) (0+1) (0+1) (1+3) (0+3) (0+1) (0+3) | Rosja · Uljana Kajszewa · Galina Nechkasova · Matwiej Jelisiejew · Maksim Cwietkow | 1:22:51,1 (0+1) (0+1) (1+3) (2+3) (0+2) (0+1) (0+0) (2+3) |

### Cross-country

#### Mężczyźni
| Konkurencja                  | Złoto                                                        | Wynik     | Srebro                                                      | Wynik     | Brąz                                                        | Wynik     |
| Konkurencja                  | Drużyna/Zawodnik                                             | Wynik     | Drużyna/Zawodnik                                            | Wynik     | Drużyna/Zawodnik                                            | Wynik     |
| 15 km st. dowolnym           | Aleksiej Czerwotkin                                          | 34:41,2   | Damien Tarantola                                            | 34:52,2   | Paul Goalabre                                               | 35:08,5   |
| 15 km drużynowo st. dowolnym | Francja · Damien Tarantola · Paul Goalabre · Clement Arnault | 1:45:39,1 | Rosja · Aleksiej Czerwotkin · Dienis Spicow · Artiom Malcew | 1:45:40,8 | Finlandia · Kusti Kittilae · Juho Mikkonen · Teemu Harkonen | 1:48:12,5 |
| sprint drużynowy             | Rosja · Artiom Malcew · Nikołaj Moriłow                      | 20:36,70  | Francja · Clement Arnault · Paul Goalabre                   | 20:36,80  | Finlandia · Kusti Kittilae · Juho Mikkonen                  | 20:37,02  |

#### Kobiety
| Konkurencja                  | Złoto                                                         | Wynik     | Srebro                                    | Wynik    | Brąz                                             | Wynik    |     |     |
| Konkurencja                  | Drużyna/Zawodniczka                                           | Wynik     | Drużyna/Zawodniczka                       | Wynik    | Drużyna/Zawodniczka                              | Wynik    |     |     |
| 10 km st. dowolnym           | Theresa Eichhorn                                              | 27:28,8   | Coraline Hugue                            | 27:43,9  | Francesca Baudin                                 | 27:46,0  |     |     |
| 10 km drużynowo st. dowolnym | Rosja · Natalja Korostielowa · Lidia Durkina · Natalja Iljina | 1:25:21,5 | N/A                                       | N/A      | N/A                                              | N/A      | N/A | N/A |
| sprint drużynowy             | Rosja · Natalja Iljina · Natalja Korostielowa                 | 22:11,36  | Szwajcaria · Alina Meier · Fabiana Wieser | 22:23,98 | Włochy · Chiara De Zolt Ponte · Francesca Baudin | 22:33,41 |     |     |

### Narciarski bieg na orientację

#### Mężczyźni
| Konkurencja                             | Złoto                                                                             | Wynik   | Srebro                                                                            | Wynik   | Brąz                                                                             | Wynik   |
| Konkurencja                             | Drużyna/Zawodnik                                                                  | Wynik   | Drużyna/Zawodnik                                                                  | Wynik   | Drużyna/Zawodnik                                                                 | Wynik   |
| sprint                                  | Eduard Chrennikow                                                                 | 17,15   | Stanimir Bełomaszew                                                               | 17,57   | Stepan Malinowskij                                                               | 19.29   |
| bieg średni                             | Eduard Chrennikow                                                                 | 39,22   | Stanimir Bełomaszew                                                               | 42,20   | Wladimir Ignatow                                                                 | 43,03   |
| sztafeta                                | Rosja · Stepan Malinowskij · Wladimir Ignatow · Eduard Chrennikow                 | 1:05:52 | Francja · Rudy Gouy · Yann Debayle · Baptiste Fuchs                               | 1:12:30 | Szwajcaria · Sven Stefan Aschwanden · Tobias Michael Lutz · Andring Kappenberger | 1:14:27 |
| sprint drużynowy (sprint + bieg średni) | Rosja · Eduard Chrennikow · Stepan Malinowskij · Eduard Chrennikow · Andrej Lamow | 1:59:09 | Finlandia · Eevert Toivonen · Sampo Hyppoelae · Eevert Toivonen · Sampo Hyppoelae | 2:14:06 | Francja · Yann Debayle · Baptiste Fuchs · Rudy Gouy · Baptiste Fuchs             | 2:20:38 |

#### Kobiety
| Konkurencja                             | Złoto                                                                       | Wynik   | Srebro                                                                     | Wynik   | Brąz                                                                        | Wynik   |
| Konkurencja                             | Drużyna/Zawodniczka                                                         | Wynik   | Drużyna/Zawodniczka                                                        | Wynik   | Drużyna/Zawodniczka                                                         | Wynik   |
| sprint                                  | Tatiana Oborina                                                             | 17,54   | Maria Keczkina                                                             | 18,11   | Anastazja Krawtczenko                                                       | 18,55   |
| bieg średni                             | Maria Keczkina                                                              | 35,33   | Tatiana Oborina                                                            | 38,44   | Antonija Grigorowa-Burgowa                                                  | 39.28   |
| sztafeta                                | Rosja · Tatiana Oborina · Anastazja Krawtczenko · Maria Keczkina            | 56:55   | Francja · Lou Denaix · Gaëlle Barlet · Élodie Bourgeois-Pin                | 1:09:51 | Kazachstan · Asem Nazyrova · Elmira Mołdaszewa · Olga Nowikowa              | 1:11:35 |
| sprint drużynowy (sprint + bieg średni) | Rosja · Maria Keczkina · Tatiana Oborina · Tatiana Oborina · Maria Keczkina | 1:50:22 | Kazachstan · Olga Nowikowa · Asem Nazyrova · Olga Nowikowa · Asem Nazyrova | 2:08:15 | Francja · Élodie Bourgeois-Pin · Gaelle Barlet · Gaëlle Barlet · Lou Denaix | 2:25:00 |

### Skialpinizm

#### Mężczyźni
| Konkurencja      | Złoto                                                               | Wynik   | Srebro                                                        | Wynik   | Brąz                                                                                   | Wynik   |
| Konkurencja      | Drużyna/Zawodnik                                                    | Wynik   | Drużyna/Zawodnik                                              | Wynik   | Drużyna/Zawodnik                                                                       | Wynik   |
| indywidualnie    | Alexis Sevennec                                                     | 53,38   | Manfred Reichegger                                            | 55,23   | Miguel Caballero Ortega                                                                | 0:56,06 |
| sztafeta         | Włochy · Manfred Reichegger · Robert Antonioli · Richard Tiraboschi | 2:51:25 | Francja · Alexis Sevennec · Bastien Fleury · Franck Asserquft | 2:53:26 | Hiszpania · Miguel Caballero Ortega · Luis Alberto Hernando · Francisco Javier Navarro | 2:57:23 |
| wyścig drużynowy | Hiszpania · Miguel Caballero Ortega · Luis Alberto Hernando         | 1:56:09 | Francja · Bastien Fleury · Alexis Sevennec                    | 1:56:17 | Włochy · Manfred Reichegger · Daniel Antonioli                                         | 1:57:24 |

#### Kobiety
| Konkurencja      | Złoto                                                               | Wynik   | Srebro                                        | Wynik   | Brąz                | Wynik   |     |     |
| Konkurencja      | Drużyna/Zawodniczka                                                 | Wynik   | Drużyna/Zawodniczka                           | Wynik   | Drużyna/Zawodniczka | Wynik   |     |     |
| indywidualnie    | Adele Milloz                                                        | 1:09,01 | Gloriana Pellissier                           | 1:12,18 | Nathalie Mieuzet    | 1:14,48 |     |     |
| sztafeta         | Rosja · Ekaterina Mitiaeva · Svetlana Berezan · Ekaterina Burlakova | 4:11:44 | N/A                                           | N/A     | N/A                 | N/A     | N/A | N/A |
| wyścig drużynowy | Francja · Letizia Roux · Adelle Milloz                              | 2:28:09 | Rosja · Ekaterina Mitiaeva · Svetlana Berezan | 2:53:29 | N/A                 | N/A     |     |     |

### Short track

#### Mężczyźni
| Konkurencja | Złoto            | Wynik    | Srebro           | Wynik    | Brąz             | Wynik    |
| Konkurencja | Drużyna/Zawodnik | Wynik    | Drużyna/Zawodnik | Wynik    | Drużyna/Zawodnik | Wynik    |
| 500 m       | Xu Hongzhi       | 42,065   | Yang Shuai       | 42,075   | Denis Ayrapetyan | 42,368   |
| 1500 m      | Jin Kim Sun      | 1:25,574 | Yuri Confortola  | 1:26,861 | Xu Hongzhi       | 1:29,004 |

#### Kobiety
| Konkurencja | Złoto               | Wynik    | Srebro              | Wynik    | Brąz                | Wynik    |
| Konkurencja | Drużyna/Zawodniczka | Wynik    | Drużyna/Zawodniczka | Wynik    | Drużyna/Zawodniczka | Wynik    |
| 500 m       | Arianna Fontana     | 43,989   | Yang Yang           | 44,061   | Eugenia Zacharowa   | 44,139   |
| 1500 m      | Arianna Fontana     | 1:31,884 | Yang Yang           | 1:31,943 | Wang Runyuan        | 1:32,234 |

#### Sztafeta mieszana
| Konkurencja | Złoto                                                    | Wynik    | Srebro                                                                     | Wynik    | Brąz                                      | Wynik    |
| Konkurencja | Zawodniczka/Zawodnik                                     | Wynik    | Zawodniczka/Zawodnik                                                       | Wynik    | Zawodniczka/Zawodnik                      | Wynik    |
| 3000 m      | Arianna Fontana Elena Viviani Jae Min Hwang Daniił Eybog | 4:05,281 | Eugenia Zacharowa Jekaterina Konstantinowa Yuri Confortola Nicola Rodigari | 4:05,913 | Wang Runyuan Wu Yi Yang Shuai Ning Qipeng | 4:06,570 |

### Wspinaczka sportowa

#### Mężczyźni
| Konkurencja                      | Złoto            | Wynik     | Srebro           | Wynik     | Brąz              | Wynik     |
| Konkurencja                      | Drużyna/Zawodnik | Wynik     | Drużyna/Zawodnik | Wynik     | Drużyna/Zawodnik  | Wynik     |
| prowadzenie szczegóły            | Jakob Schubert   | TOP 1:09  | Domen Škofic     | TOP 1:21  | Marcello Bombardi | TOP 1:13  |
| bouldering szczegóły             | Wadim Timonow    |           | Manuel Cornu     |           | Domen Škofic      |           |
| wspinaczka klasyczna szczegóły   | Siergej Luzeckij | 31,22 (F) | Jakob Schubert   | 39,28 (F) | Wadim Timonow     | 38,27 (F) |
| wspinaczka na szybkość szczegóły | Siergej Luzeckij | 6.36 (F)  | Leonardo Gontero | 6.37 (F)  | Wadim Timonow     | 6.53 (F)  |

#### Kobiety
| Konkurencja                      | Złoto               | Wynik     | Srebro              | Wynik     | Brąz                | Wynik     |
| Konkurencja                      | Drużyna/Zawodniczka | Wynik     | Drużyna/Zawodniczka | Wynik     | Drużyna/Zawodniczka | Wynik     |
| prowadzenie szczegóły            | Jessica Pilz        | TOP 1:41  | Katharina Posch     | TOP 1:44  | Mina Markovič       | TOP 2:22  |
| bouldering szczegóły             | Jessica Pilz        |           | Olga Jakowlewa      |           | Mina Markovič       |           |
| wspinaczka klasyczna szczegóły   | Anna Cyganowa       | 49,36 (F) | Jessica Pilz        | 52,35 (F) | Jewgenija Lapshina  | 53,49 (F) |
| wspinaczka na szybkość szczegóły | Anna Cyganowa       | 8,21 (F)  | Aurélia Sarisson    | 12.16 (F) | Daria Kan           | 8.51 (F)  |

## Klasyfikacja medalowa
* Gospodarz zawodów został zaznaczony tym kolorem.
| Miejsce            | Państwo            | Złoto | Srebro | Brąz | Razem |
| 1                  | Rosja*             | 22    | 9      | 11   | 42    |
| 2                  | Włochy             | 8     | 6      | 6    | 20    |
| 3                  | Francja            | 6     | 12     | 5    | 23    |
| 4                  | Austria            | 4     | 4      | 1    | 9     |
| 5                  | Korea Południowa   | 2     | 0      | 0    | 2     |
| 6                  | Chiny              | 1     | 3      | 6    | 10    |
| 7                  | Słowenia           | 1     | 1      | 3    | 5     |
| 8                  | Niemcy             | 1     | 1      | 0    | 2     |
| 9                  | Hiszpania          | 1     | 0      | 2    | 3     |
| 10                 | Bułgaria           | 0     | 3      | 2    | 5     |
| 11                 | Finlandia          | 0     | 1      | 2    | 3     |
| 12                 | Kazachstan         | 0     | 1      | 1    | 2     |
| 12                 | Szwajcaria         | 0     | 1      | 1    | 2     |
| 14                 | Białoruś           | 0     | 1      | 0    | 1     |
| 15                 | Iran               | 0     | 0      | 1    | 1     |
| Ogółem (15 państw) | Ogółem (15 państw) | 46    | 43     | 41   | 130   |